# Vulturnus dunkensis
Vulturnus dunkensis är en insektsart som beskrevs av Evans 1937. Vulturnus dunkensis ingår i släktet Vulturnus och familjen dvärgstritar. Inga underarter finns listade i Catalogue of Life.